# JC Midge
JC Midge är en byggsatsbil (eller snarare en "bygg efter beskrivning") konstruerad av John Cowperthwaite. Precis som Locust som han också konstruerade är karossen gjord av plywood eller spånskiva klädd i aluminiumplåt. Designen är inspirerad av brittiska bilar från 1930-talet, speciellt MG J2 Midget. Ursprungligen baserades konstruktionen på Triumph Herald, Vitesse eller Spitfire.
Midge presenterades förs 1985 och tillverkades då av John Cowperthwaites eget företag, Moss. Senare tog tillverkning och marknadsföring över av T&J i Rotherham och de fortsatte fram till mitten av 1990-talet. Sedan togs tillverkningen över av White Rose Vehicles i Gillingham, Kent. WRV konstruerade också ett chassi för delar från Ford Escort (med framhjulsspindlar från Ford Cortina eller Ford Taunus (1976-1982)) istället för Triumph. När White Rose Vehicles lades ner köptes rättigheterna upp av medlemmarna i Midge Owners' & Builders' Club. Eftersom det är en bil som byggs från ritningar istället för byggsats varierar bilarna mycket och många donatorer har använts, inklusive Citroën 2CV.